# 第二代從男爵埃德蒙·巴恪思爵士
埃德蒙·特里勞尼·巴恪思爵士，第二代從男爵（Sir Edmund Trelawey Backhouse, 2nd Baronet，1873年10月20日—1944年1月8日），是英國東方學學者及語言學家，著有不少關於中國清末時期歷史的著作，但他死後被學術界指控大部分內容為偽造。為巴恪思作傳《北京的隱士》的英國學者休·特雷费-罗珀稱他是「少有人能匹敵的騙徒」。

## 生平
埃德蒙·巴恪思生於英國達靈頓，是銀行家第一代從男爵強納生·埃德蒙·巴恪思爵士的長子。家族宗教信仰是貴格會。其弟羅傑·巴恪思曾於1938－1939年任第一海務大臣。
1899年到北京，擔任莫理循的助理，協助翻譯工作。他先後精通了漢語、日語、俄語等語言。之後他餘生大部分時候都住在中國。他先後與英國記者濮蘭德合著《慈禧外纪》（China Under the Empress Dowager，1910）與《清室外纪》（Annals and Memoirs of the Court of Peking，1914），這兩本書建立了巴恪思作為東方學者的名聲。
1918年父親去世後繼承從男爵稱號，成為「埃德蒙爵士」。
他曾捐贈大量中國善本、手稿給西方的圖書館，包括一部份《永樂大典》。1944年埃德蒙·巴恪思在北京去世，終生未婚，無子女。其從男爵稱號由姪子約翰·埃德蒙·巴恪思爵士，第三代從男爵繼承。
埃德蒙·巴恪思死後留下一部回憶錄手稿《太后與我》（Décadence Mandchoue: the China Memoirs of Edmund Trelawny Backhouse）由於內容極為離奇荒誕，直到2011年才出版中、英文版。

## 作偽爭議
埃德蒙·巴恪思的著作《慈禧外纪》、《清室外纪》大量運用了清朝內務府大臣景善之日記為史料，他宣稱這是他在庚子拳亂後從作者家中獲得的，但許多學者懷疑這部日記是他自己偽造的。戴闻达(J. J. L. Duyvendak)曾相信此日記是真的，但後來又改變了觀點。1991年，駱惠敏提出了巴恪思作偽的鐵證。
1973年英國學者休·特雷费-罗珀獲得了巴恪思回憶錄《太后與我》的手稿。巴恪思在書中吹噓他與慈禧太后、总管太监李连英、英國作家王爾德、法國詩人保爾·魏爾倫、英國首相第五代羅斯伯里伯爵等名人有過性關係。特雷费-罗珀研究後斷定這一切都出自巴恪思自己的幻想。但回憶錄編輯者Derek Sandhaus則辯稱特雷费-罗珀不了解中國歷史，對回憶錄內容的駁斥可能有武斷之嫌。